# Aterrissador

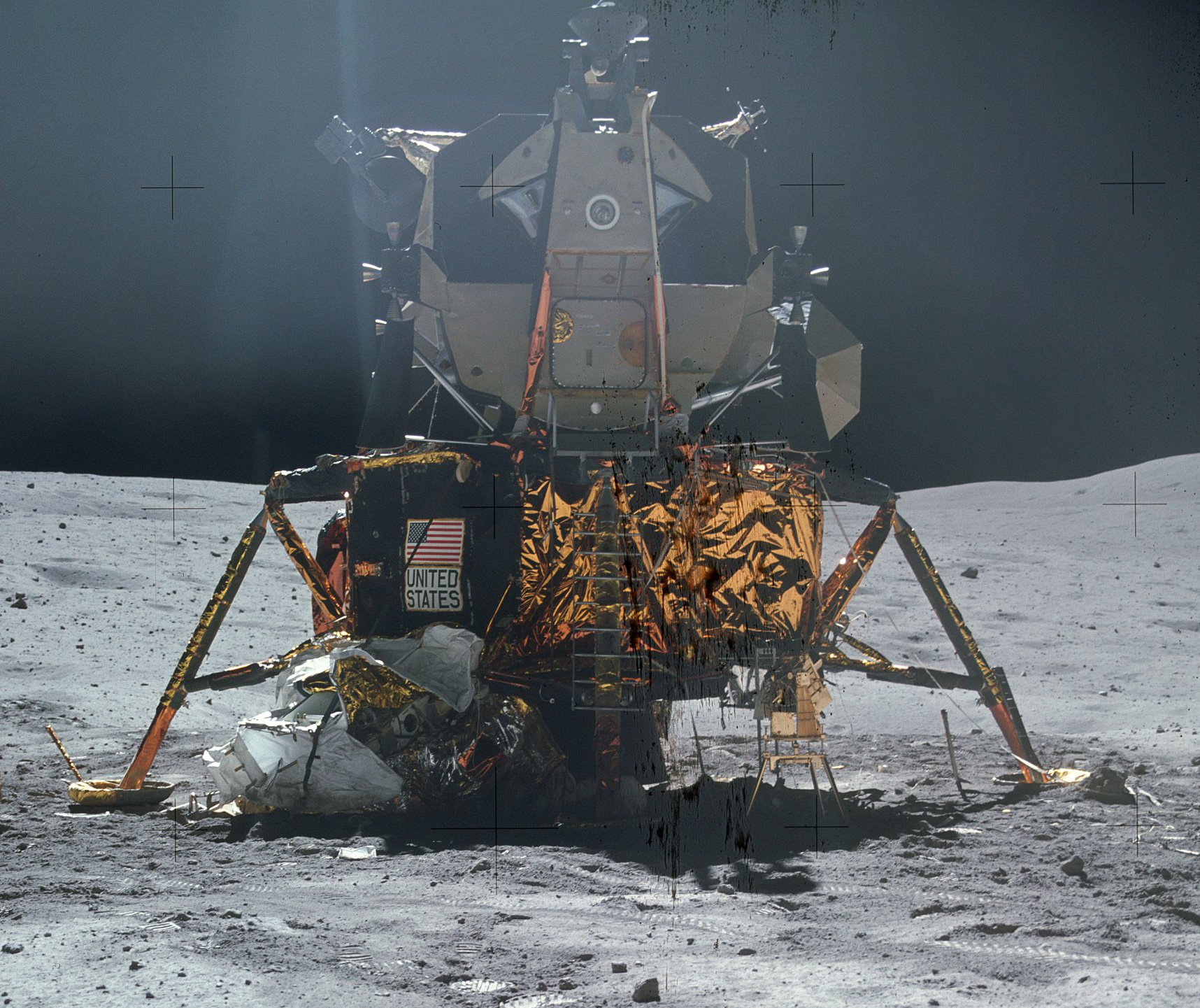
O Apollo 16 Extended Apollo Lunar Module, um módulo lunar

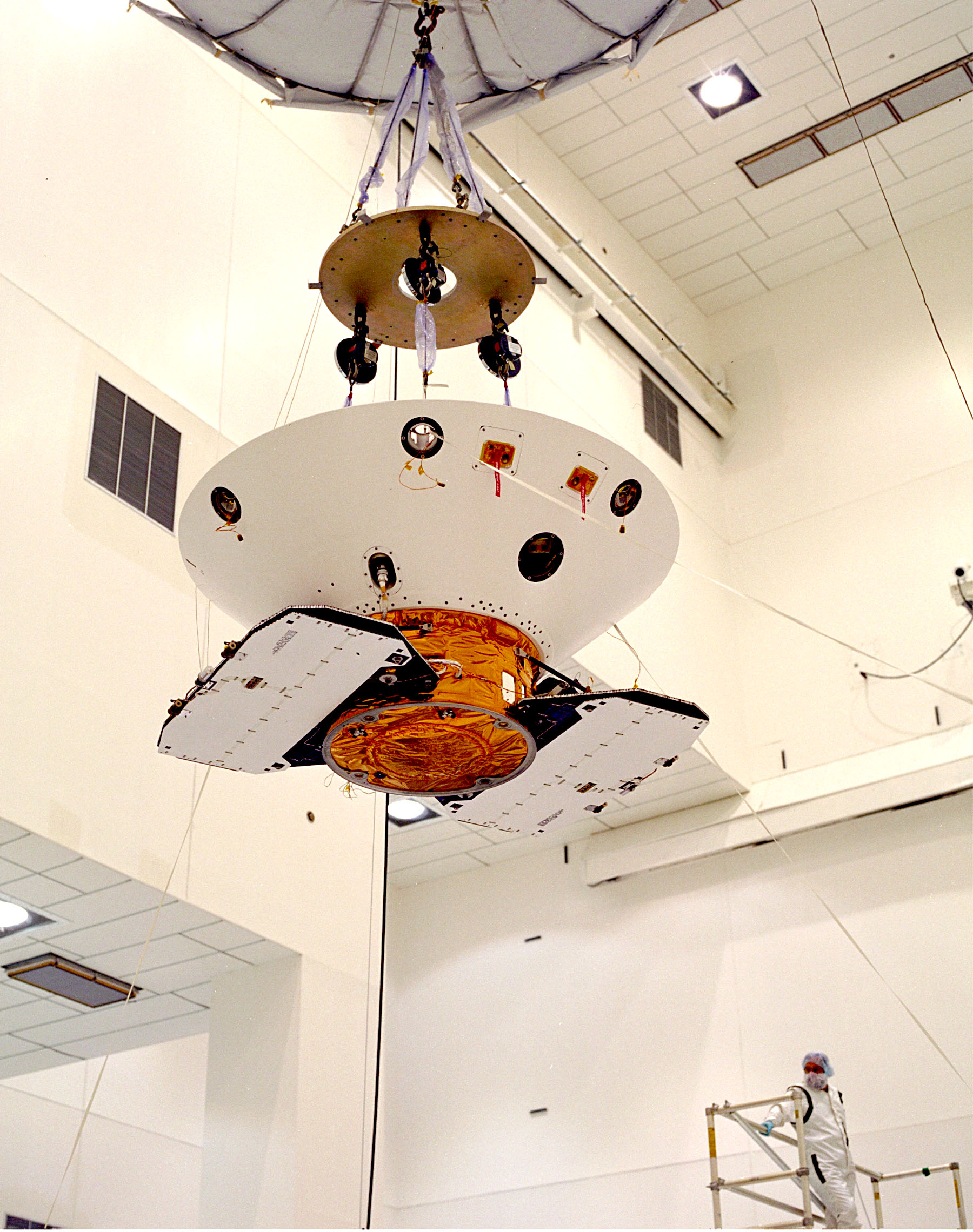
Preparação do Mars Polar Lander

Um aterrissador (ou lander, na língua inglesa) é uma nave espacial (seja esta tripulada ou não) concebida a fim de aterrissar na superfície de um corpo celeste. Para corpos com atmosferas, a aterrissagem ocorre após a reentrada atmosférica, período pelo qual a nave tem sua velocidade reduzida devido ao atrito atmosférico.
Normalmente, aterrissadores utilizam paraquedas ou propulsores para reduzir sua velocidade de descida. Em algumas missões destinadas à Marte, as naves fazem o uso de grandes airbags infláveis, com a finalidade de impedir danos às mesmas durante a aterrissagem.
Diversos corpos celestes já foram o objetivo de sondas aterrissadoras. Destacam-se os planetas Vênus e Marte, além de satélites artificiais como Titã (uma lua de Saturno) e a própria Lua, fora cometas e asteroides.

## Sondas
Normalmente os pousadores são transportados por uma nave espacial, que gerencia a viagem de cruzeiro do aterrissador até o corpo celeste em questão e quando a sonda está próxima da sua superfície, ela libera o aterrissador.
O pousador pode conter alguns equipamentos que auxiliem no pouso como retrofoguetes ou mesmo paraquedas, caso exista alguma atmosfera no corpo celeste.
O corpo do pousador pode transportar outras partes móveis que venham a se deslocar sobre a superfície do corpo celeste.
As sondas Spirit e Opportunity chegaram a Marte transportadas por meio de uma nave espacial que liberou um pousador que pousou com o auxílio de dois pára-quedas sequenciais e posteriormente com a ajuda de air bags, que se chocaram-se contra a superfície do planeta. No solo, as sondas liberaram os veículos exploradores de Marte.
Alguns pousadores mergulham diretamente contra a superfície de um planeta de forma violenta como foram as sondas da missão Beagle 2 ou de forma suave, como a sonda Minerva.
As sondas Beagle 2 consistiam em dois pousadores independentes lançados a partir de um orbitador, com a finalidade de pesquisar o solo de Marte. Aterrissaram diretamente contra o solo a fim de penetra-lo e de pesquisa-lo com os instrumentos que transportava.
Já o pousador Minerva transportado pela sonda Hayabusa, deveria pousar suavemente sobre a superfície do asteroide 25143 Itokawa, porém a sonda perdeu-se no espaço. A mesma sonda Hayabusa transporta um segundo pousador que deverá lançar para a Terra, uma cápsula com as amostras recolhidas do asteroide.
A sonda Stardust também deverá lançar uma cápsula para a Terra, contendo amostras de poeira espacial que coletou.